# Libro del Amduat

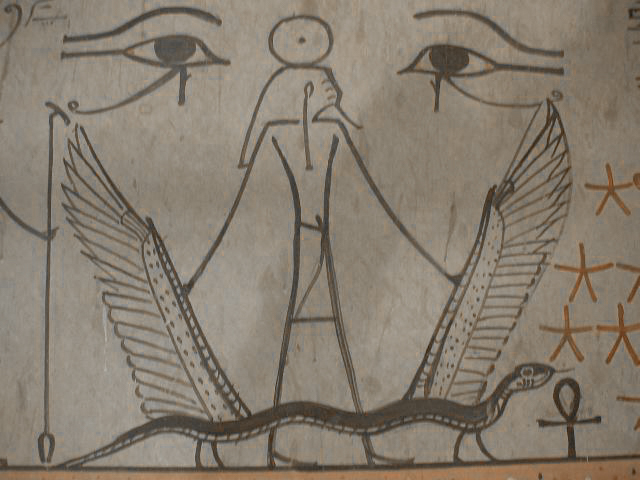
Tumba de Tutmosis III.

El Libro del Imiduat, ta medat imit duat «Aquello que hay en otro mundo», describe el viaje de Ra en su barca solar por la Duat, el Más Allá, durante las doce horas nocturnas, venciendo toda clase de peligros, y de su renacimiento al amanecer como Jepri; también fue conocido como Libro de la Cámara Oculta.

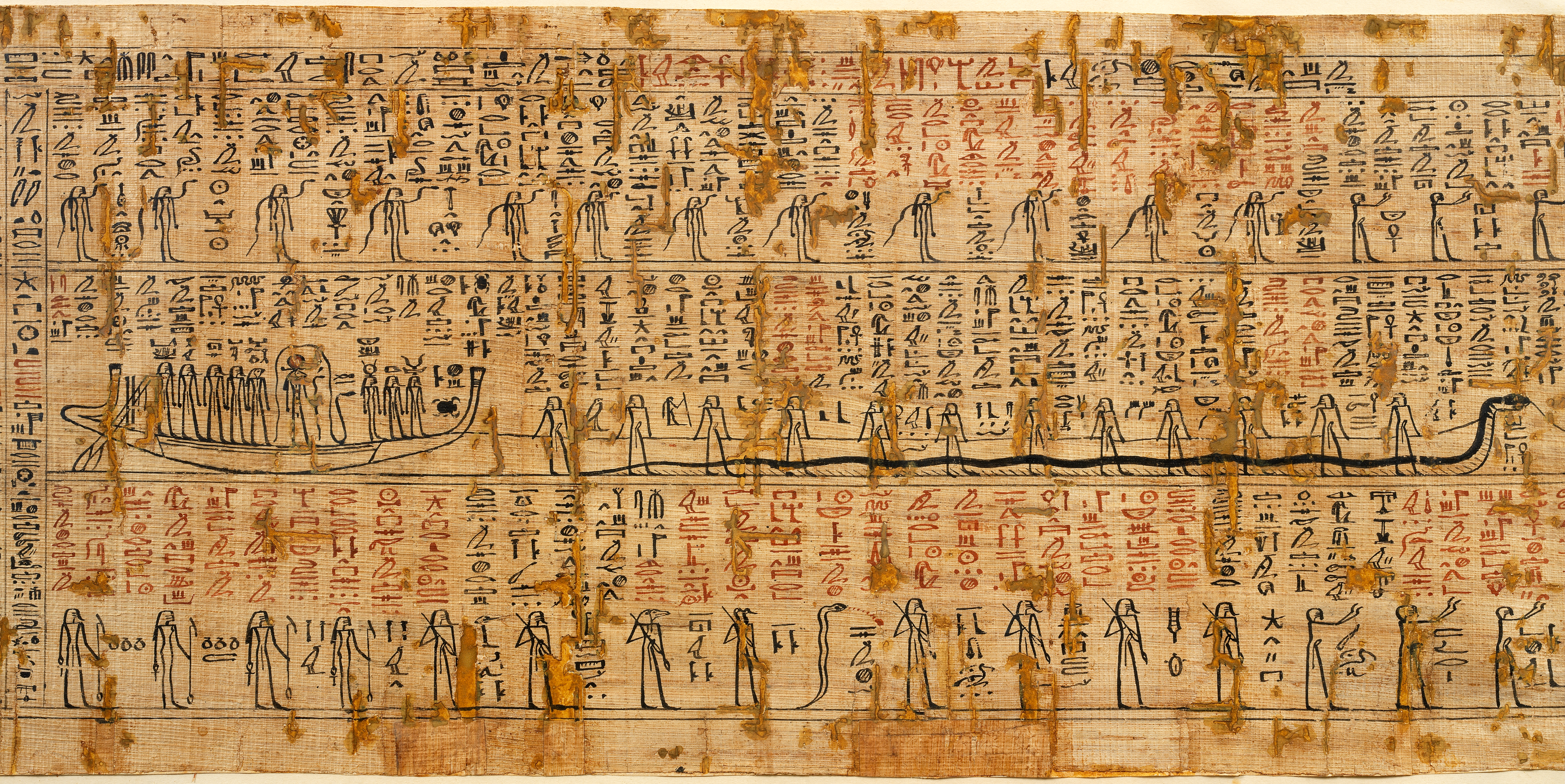
Libro del Amduat, papiro Cyperus. Detalle Tebas, entre 1076 y 722 a. C.

Es la composición religiosa más antigua de las tres que se utilizaron en el Imperio Nuevo en las tumbas reales sobre la vida de ultratumba. Al igual que otros textos funerarios anteriores, como los Textos de las Pirámides del Reino Antiguo o los Textos de los Ataúdes del Primer Periodo Intermedio, el Amduat se encontraba en las paredes internas decoradas de la tumba de un faraón, aunque, a diferencia de otros textos funerarios, estaba reservado casi exclusivamente a los faraones hasta la Dinastía XXI o, en muy contados casos, a una nobleza de muy alto rango.
Su conocimiento daba al difunto la posibilidad de renacer cada día transformado en un Aj (espíritu), ya que describe los detalles del recorrido a seguir, y algunas ofrendas y rituales. Existen dos versiones, una sólo con textos y otra con textos y dibujos representadas en tumbas reales de las XVIII y XIX dinastías. La más antigua está en la tumba de Tutmosis I (KV38) y la más completa en la tumba de Tutmosis III ( KV34), que ha sido traducida al español por el Museo Arqueológico Nacional de España. La mejor versión se encuentra en la tumba de Seti I (KV17), aunque hay escenas y textos sin completar.

## Descripción

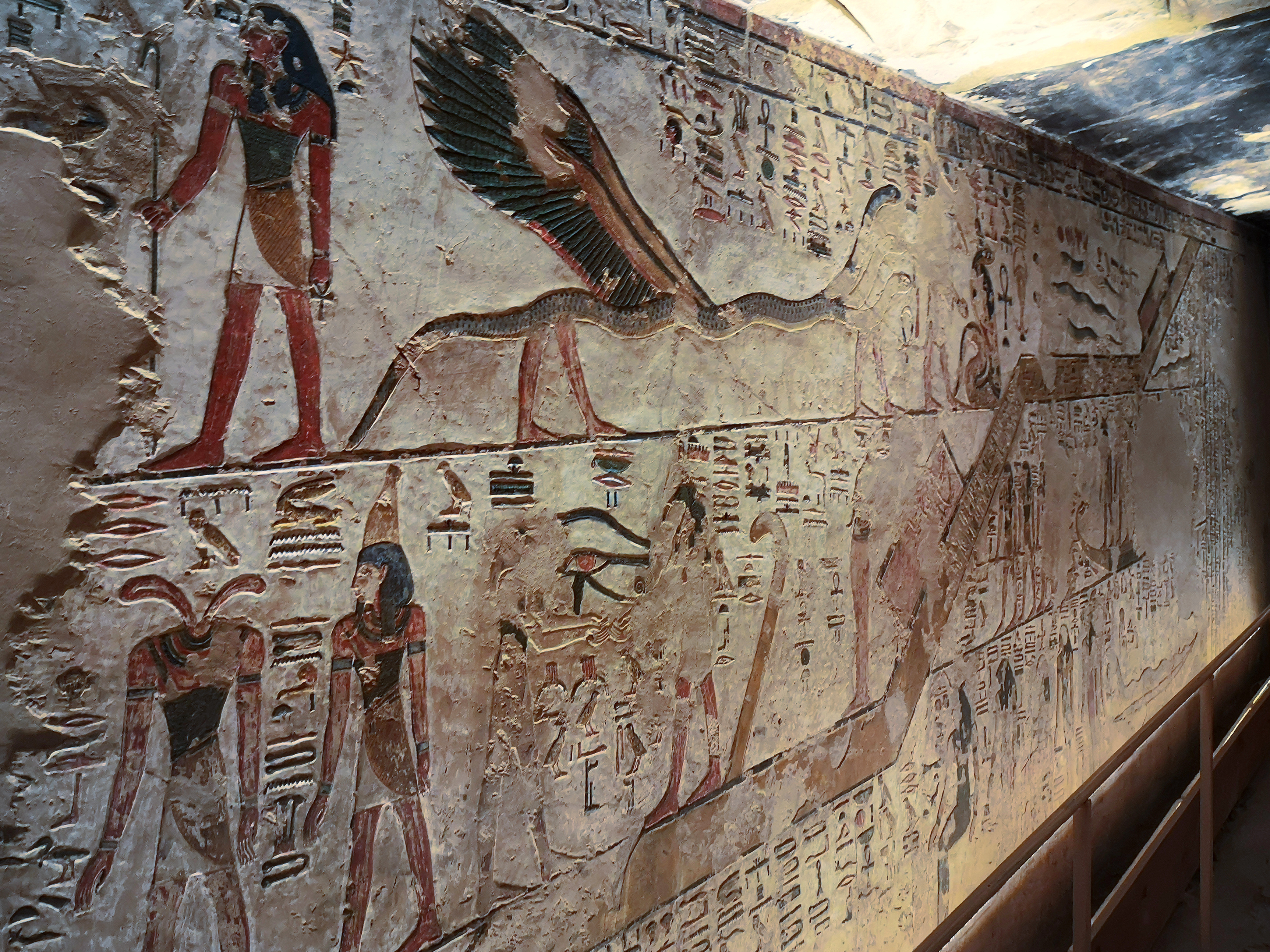
Imagen del Amduat de la tumba de Seti I mostrando la 4ª hora. Nótese la serpiente multicéfala, así como el 'zig-zag' que rompe los 3 registros. (KV17, Tumba de Seti I, Valle de los Reyes).

El libro establece las doce horas en las que Ra viaja por el río de las regiones oscuras Duat en su barca nocturna, hasta dejar su momia en la duodécima y renacer. Cada hora tiene tres partes: la central representa a Ra y a su séquito, Upuaut (El que abre los caminos), Sia (Concepto), Hu (Mandato) y otros, y la superior e inferior las orillas del río con sus habitantes.
La versión de la historia de los dioses representada en este Libro es la heliopolitana, redactada por los sacerdotes de Heliópolis, que confirma la supremacía de la creación de Ra, que crea su propia forma de Jepri, a los dioses de su barca como manifestaciones de él mismo, a los demás dioses (Enéada) y a la humanidad, como se refleja continuamente: los dioses de la Duat, el inframundo, reviven cada noche cuando oyen su voz y lo proclaman. El Abismo preexistente del que el gran dios nació por sí mismo, acecha continuamente así como sus criaturas que son aniquiladas por los dioses.

## Diferencias con los otros libros
- La barca no es igual en todas las horas
- No atraviesa cavernas ni puertas
- No está protegida continuamente por la serpiente Mehen
- No se da tanta predominancia al juicio de Osiris
- Aparece menor número de dioses y difuntos.

## Tumbas reales decoradas con elLibro del Amduat
Dinastía XVIII:

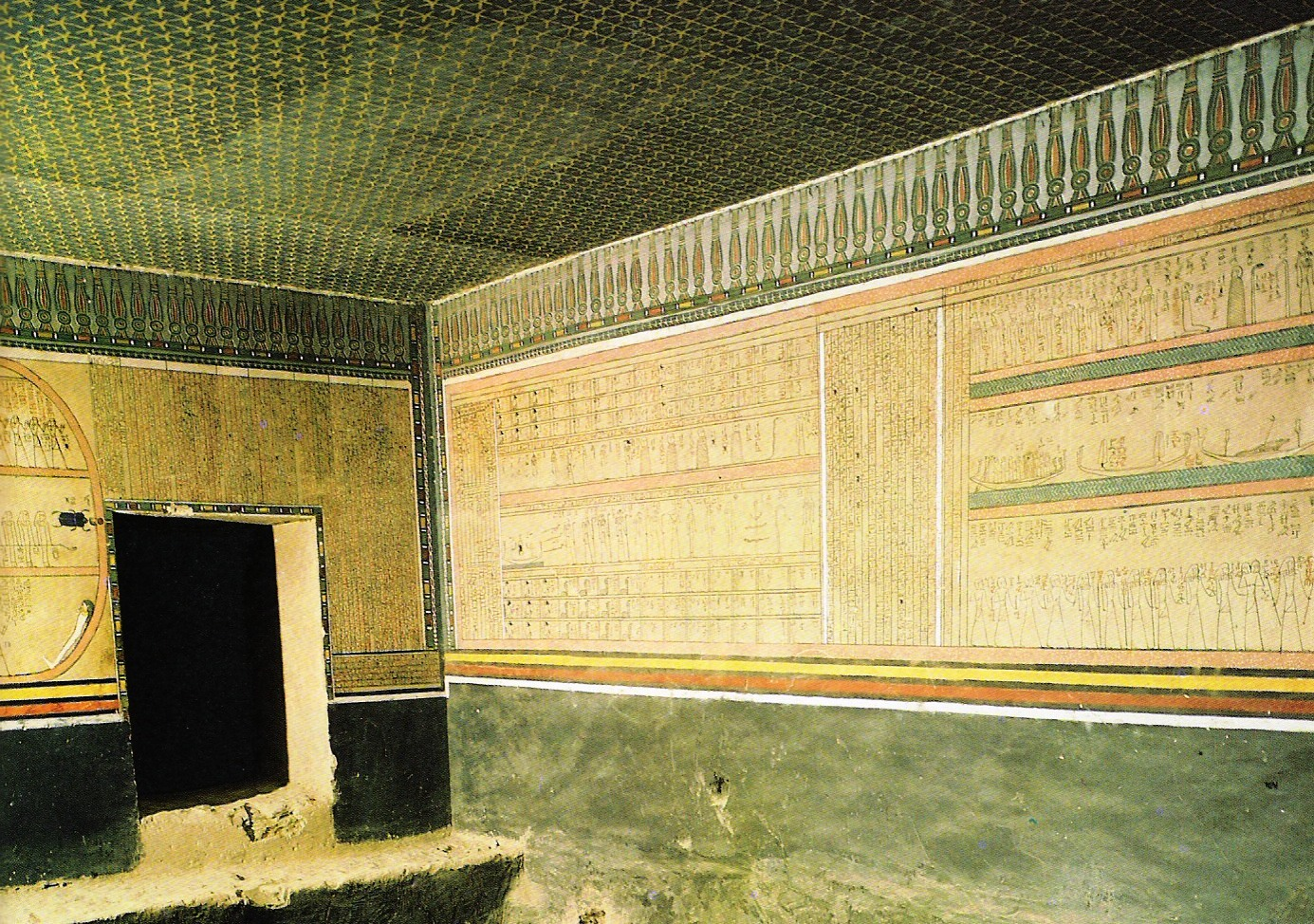
Cámara funeraria de la tumba de Amenhotep II (KV35), decorada con escenas del Amduat.

- Tutmosis I, tumba KV38: copia más antigua
- Tutmosis II, tumba recientemente anunciada su descubrimiento en febrero de 2025.[3]
- Hatshepsut, tumba KV20
- Tutmosis III, tumba KV34: copia completa
- Amenhotep II, tumba KV35: copia completa
- Amenhotep III, tumba KV22: copia completa, aunque se ha perdido por la humedad
- Tutankamón, tumba KV62: solamente la 1.ª hora
- Ay, tumba KV23 solamente la 1.ª hora

Dinastía XIX:
- Seti I, tumba KV17: mejor versión, aparecen las 11 primeras horas,
- Setnajt, tumba KV14: horas 6.ª, 7.ª, 8.ª y 9.ª,
- Ramsés II, tumba KV7: horas 1.ª, 2.ª, 4.ª, 5.ª, 6.ª, 7.ª, 8.ª y 12.ª,
- Merenptah, tumba KV8: horas 3.ª, 4.ª, 5.ª, 10.ª y 11.ª,
- Seti II, tumba KV15: horas 2.ª, 3.ª, 4.ª y 5.ª,
- Siptah, tumba KV47: incompleto,

Dinastía XX:
- Ramsés III, tumba KV11: horas 4ª y 5ª
- Ramsés IV, tumba KV2
- Ramsés VI, tumba KV9, originalmente para Ramsés V: 11 primeras horas
- Ramsés IX, tumba KV6: horas 2ª, 3ª y 4ª

## Otras tumbas conAmduat
El chaty de Tutmosis III, Useramon, también llamado User, fue un raro ejemplo de persona no perteneciente a la realeza que tuvo una tumba de estilo "Amduat", la TT131. Esto puede deberse a muchas razones, aunque muestra lo exclusivas que eran las tumbas reales para el faraón y su familia inmediata. Useramon, también excepcionalmente, tuvo dos tumbas en la Necrópolis tebana, la citada y la TT61. Es notable que la TT131 solo tuviera una abreviada versión con las imágenes del muro sur de las horas 3ª y 4ª, no todo el recorrido del sol, lo que no hace sino aumentar la exclusividad del Amduat para la realeza en las tradiciones funerarias del Antiguo Egipto.